# Hyrsyläkröken
Hyrsyläkröken var en utbuktning av den gamla finska gränsen in i Ryssland, ett resultat av gränsregleringen vid freden i Stolbova 1617. 
Hyrsyläkröken tillhörde ursprungligen till Salmis, men överfördes 1931 till Suojärvi. Vid vinterkrigets utbrott 1939 skars Hyrsyläkröken omedelbart av av Röda armén. Invånarna i de tre byarna fick till en början bo kvar – med beskedet att de numera var sovjetmedborgare – men i februari 1940 transporterades de till Prääsä  i Östkarelen. Åldringar och barn avled under färden i 40 graders köld på öppna lastbilar. I samband med utväxlingen av krigsfångar fick Hyrsyläborna återvända till Finland i maj 1940, men en del lockades med falska löften att stanna kvar i Sovjetunionen.